# Onismor Bhasera
Onismor Bhasera (ur. 7 stycznia 1986 w Mutare) – zimbabwejski piłkarz grający na pozycji lewego obrońcy. Od 2016 jest zawodnikiem klubu Supersport United.

## Kariera klubowa
Swoją karierę piłkarską Bhasera rozpoczął w klubie Harare United. W sezonie 2004 zadebiutował w nim w zimbabwejskiej Division One. W 2004 roku przeszedł do południowoafrykańskiego Maritzburg United. W sezonie 2005/2006 awansował z nim z Golden League do Premier Soccer League. W 2007 roku odszedł do Kaizer Chiefs, w którym spędził dwa sezony.
W 2010 roku Bhasera został zawodnikiem Plymouth Argyle. Swój debiut w nim zaliczył 30 marca 2010 w zremisowanym 0:0 domowym meczu z Barnsley. W sezonie 2009/2010 spadł z Plymouth z EFL Championship do EFL League One, a w sezonie 2010/2011 z League One do EFL League Two. W Plymouth grał do końca sezonu 2012/2013.
Latem 2013 Bhasera przeszedł do Bidvest Wits. Swój debiut w nim zanotował 23 października 2013 w zremisowanym 0:0 domowym meczu z Polokwane City. W sezonie 2015/2016 wywalczył z nim wicemistrzostwo Południowej Afryki.
W 2016 Bhasera został zawodnikiem klubu Supersport United. Zadebiutował w nim 24 sierpnia 2016 w przegranym 0:1 wyjazdowym meczu z Platinum Stars. W sezonie 2016/2017 zdobył z nim Nedbank Cup.
| Sezon   | Klub              | Kraj              | Rozgrywki             | Mecze | Gole |
| ------- | ----------------- | ----------------- | --------------------- | ----- | ---- |
| 2004    | Harare United     | Zimbabwe          | Division One          | ?     | ?    |
| 2004/05 | Temba Classic     | Południowa Afryka | Golden League         | 14    | 0    |
| 2005/06 | Maritzburg United | Południowa Afryka | Golden League         | 27    | 0    |
| 2006/07 | Maritzburg United | Południowa Afryka | Premier Soccer League | 26    | 1    |
| 2007/08 | Kaizer Chiefs     | Południowa Afryka | Premier Soccer League | 26    | 1    |
| 2008/09 | Kaizer Chiefs     | Południowa Afryka | Premier Soccer League | 25    | 0    |
| 2009/10 | Plymouth Argyle   | Anglia            | Championship          | 7     | 0    |
| 2010/11 | Plymouth Argyle   | Anglia            | League One            | 29    | 1    |
| 2011/12 | Plymouth Argyle   | Anglia            | League Two            | 27    | 1    |
| 2012/13 | Plymouth Argyle   | Anglia            | League Two            | 41    | 1    |
| 2013/14 | Bidvest Wits      | Południowa Afryka | Premier Soccer League | 20    | 0    |
| 2014/15 | Bidvest Wits      | Południowa Afryka | Premier Soccer League | 19    | 0    |
| 2015/16 | Bidvest Wits      | Południowa Afryka | Premier Soccer League | 17    | 0    |
| 2016/17 | Supersport United | Południowa Afryka | Premier Soccer League | 23    | 0    |
| 2017/18 | Supersport United | Południowa Afryka | Premier Soccer League | 10    | 0    |
| 2018/19 | Supersport United | Południowa Afryka | Premier Soccer League | 26    | 0    |
| 2019/20 | Supersport United | Południowa Afryka | Premier Soccer League | 25    | 0    |
| 2020/21 | Supersport United | Południowa Afryka | Premier Soccer League | 17    | 1    |

## Kariera reprezentacyjna
W reprezentacji Zimbabwe Bhasera zadebiutował 24 czerwca 2006 w zremisowanym 1:1 towarzyskim meczu z Malawi, rozegranym w Maputo. W 2017 roku był w kadrze Zimbabwe na Puchar Narodów Afryki 2017. Zagrał na nim w trzech meczach grupowych: z Algierią (2:2), z Senegalem (0:2) i z Tunezją (2:4).
W 2022 został Bhasera powołany do kadry na Puchar Narodów Afryki 2021. Na tym turnieju rozegrał trzy mecze grupowe: z Senegalem (0:1), z Malawi (1:2) i z Gwineą (2:1).